# Arne Aldman
Arne Joel Aldman, född 10 februari 1920 i Kumla, död 9 april 2005 i Kinna, var en svensk läkare. Han var bror till Bertil Aldman och far till Lars Aldman.
Aldman, som var son till grosshandlare Joel Andersson, avlade studentexamen i Örebro 1940, blev medicine kandidat vid Karolinska institutet i Stockholm 1944 och medicine licentiat där 1949. Han innehade olika läkarförordnanden 1947–49, blev andre underläkare på medicinska kliniken vid Serafimerlasarettet 1949, förste underläkare där 1953 (vikarierande 1950), på medicinska avdelningen vid Sabbatsbergs sjukhus 1956, biträdande överläkare vid medicinska avdelningen Borås lasarett 1958 och överläkare medicinska kliniken vid Skene lasarett från 1963. 
Aldman var redaktör för Medicinska föreningens tidskrift 1944–45, ordförande i Medicinska föreningen i Stockholm 1945–46, vice ordförande Sveriges Yngre Läkares Förening 1957–58 och sekreterare Svenska lasarettsläkarföreningen från 1964. Han författade skrifter i invärtes medicin.